# Łukasz Płuciennik

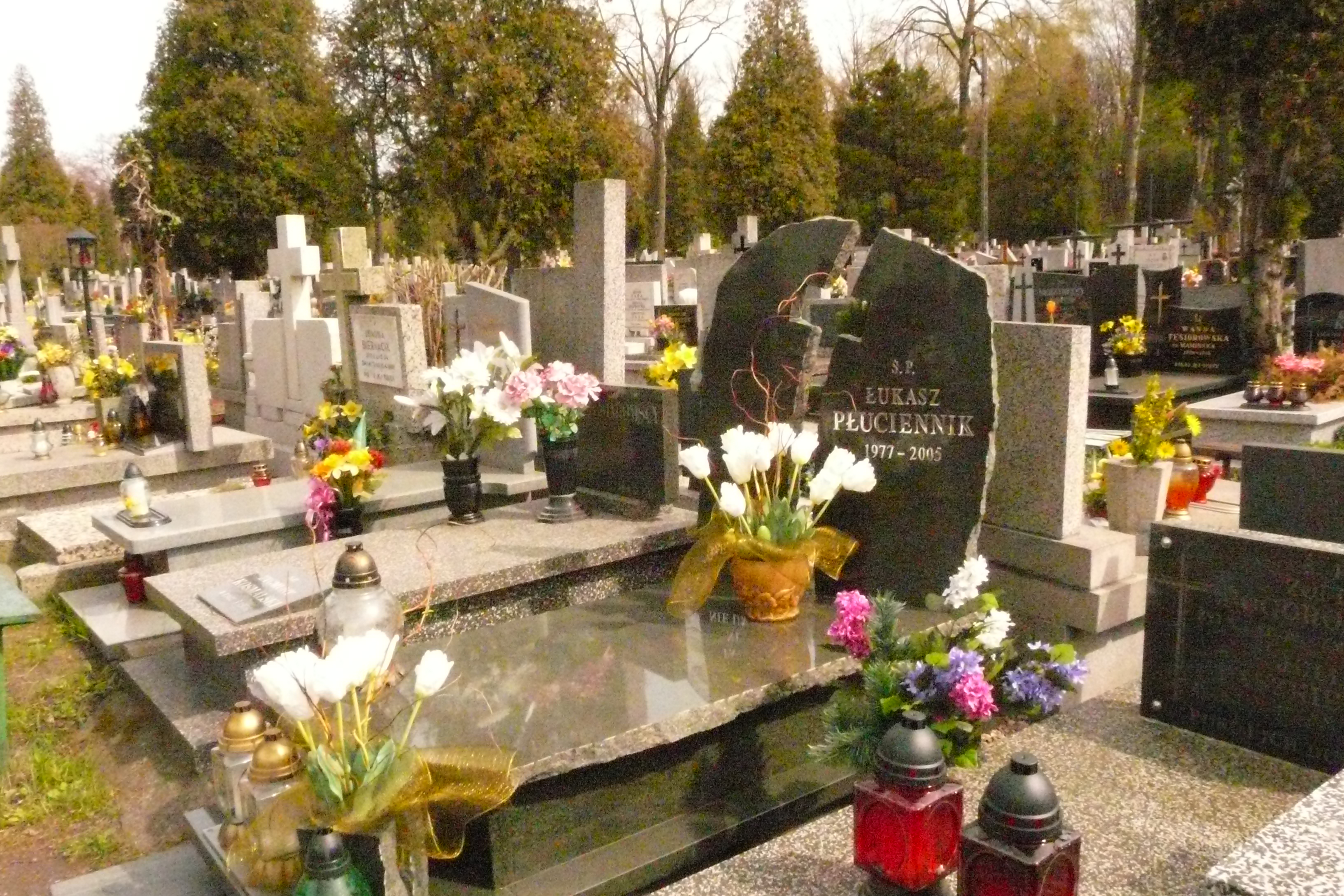
Grób Łukasza Płuciennika na cmentarzu Radogoszcz w Łodzi

Łukasz Płuciennik (ur. 1977, zm. 18 lipca 2005) — polski dziennikarz sportowy.
Początkowo pracował w łódzkich rozgłośniach radiowych – Polskim Radiu Łódź i Radiu Classic. Poza pracą w redakcji sportowej pełnił sporadycznie rolę reportera i uczestniczył w akcjach specjalnych. Od 1997 był dziennikarzem stacji telewizyjnej Canal+ Premium. Współpracował również z dziennikiem "Życie". Dał się zapamiętać m.in. jako autor powiedzonka: Trener spojrzał na zegarek, żeby dać swoim podopiecznym ostatnie wskazówki.
Zginął w wypadku samochodowym koło Czaplinka. Pochowany na Cmentarzu na Radogoszczu w Łodzi.